# Éruption sous-marine

Schéma d'une éruption sous-marine.

Une éruption sous-marine est un type d'éruption volcanique caractérisé par l'émission d'une lave sous une masse d'eau comme un lac, une mer ou un océan. Les effets sont différents selon la profondeur à laquelle a lieu l'éruption.

## Description
La très grande majorité des volcans sur Terre et notamment les volcans rouges se trouvent au fond des océans, au niveau des dorsales océaniques qui est le lieu de l'accrétion de la croûte océanique.
Au contact de l'eau, la lave se recouvre d'une fine couche de lave durcie qui se fracture sous la pression de la lave encore liquide, donnant alors naissance à des laves en coussin. À l'inverse, au contact de la lave, l'eau se réchauffe et si la pression de l'eau est suffisamment faible, elle se transforme en vapeur d'eau qui peut remonter jusqu'à la surface en formant alors un panache volcanique formé essentiellement de la vapeur d'eau.
L'accumulation successive des couches de lave provoque le rapprochement du sommet du volcan de la surface de l'eau et lorsque la pression de l'eau devient suffisamment faible, des éruptions phréatiques se mettent en place avec des épisodes explosifs.

## Types

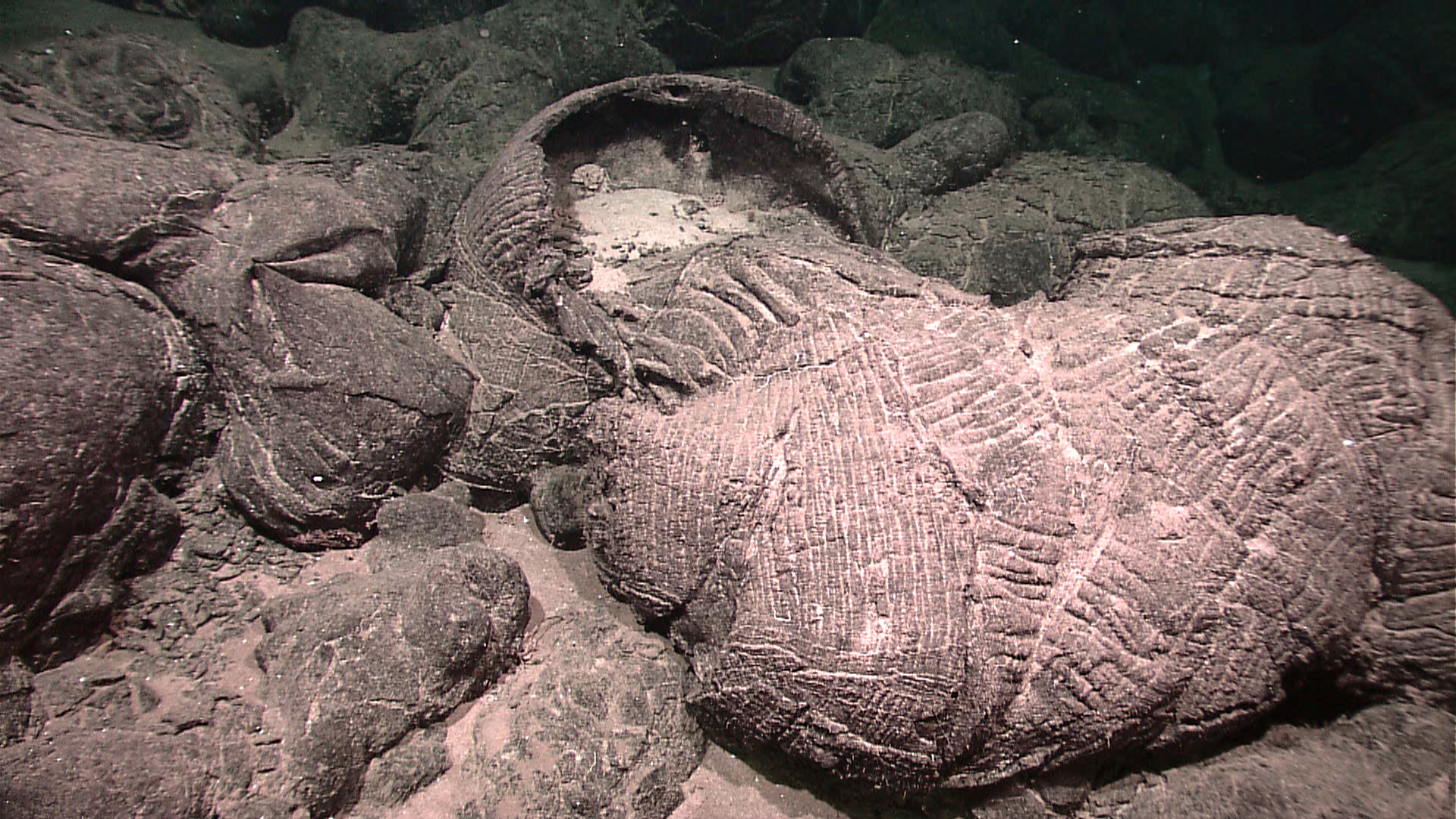
Lave en coussin ou « Pillow lava ».

Selon la localisation du complexe volcanique sous-marin, deux types d'appareils peuvent se développer en milieu marin : des cônes aplatis sur les bords d'un graben, formés de basaltes en coussins (pillow lavas) alternant avec des tufs et tuffites scoriacées (cas des dorsales océaniques) ou des dômes ovoïdes lorsque les laves sont plus acides (rhyolites, andésites, dacites) comme ceux décrits dans le volcanisme Eocène du Japon (arc insulaire).
A faible profondeur, dans le second cas, des explosions phréatiques peuvent engendrer d'énormes coulées pyroclastiques. Les éléments de laves trempés au contact de l'eau de mer forment les hyaloclastites (souvent en coulées bréchiques). Leur nature vitreuse est bien observable par les textures perlitiques.
Dans certains cas, relativement rares, la couche de vapeur qui entoure la coulée de brèche sous marine peut maintenir une température compatible avec la fusion du verre et la soudure des éléments transportés dans le gaz chaud. On observe alors des textures fiammées de type ignimbrites analogues à celles des éruptions gazeuses de type Katmaï en Alaska. Dès le dépôt des tufs et brèches d'hyaloclastites dans l'eau de mer, une diagenèse précoce entraîne des dévitrifications et recristallisations des verres volcaniques en palagonite, séricite, chlorite, albite et zéolites de basse température.
L'éruption sous-marine la plus volumineuse jamais enregistrée est celle de 2018 au large de Mayotte (~5 km3). Elle s'est effectuée via des dykes traversant toute l'épaisseur de la lithosphère.

## Minéralisations
Ces appareils volcaniques sous-marins sont un des mécanismes les plus fertiles en gisements de sulfures sous-marins riches en cuivre, plomb et zinc,, comme au Famennien supérieur dans la Province Ibérique ou comme dans l'Archéen de Noranda au Canada.